# Piaśnica (dopływ Cybiny)
Piaśnica – struga, dopływ Cybiny.
Struga płynie w Poznaniu na terenie Nowego Miasta. Jej źródła znajdują się w północnej części Pokrzywna, na północ od torowisk stacji kolejowej Poznań Franowo. Tylko górna część biegu płynie otwartym korytem, reszta jest skanalizowana, począwszy od Trasy Katowickiej, czyli ul. Bolesława Krzywoustego. Skanalizowania Piaśnicy na długości 1070 m dokonano podczas budowy Trasy w latach 1974–1977.

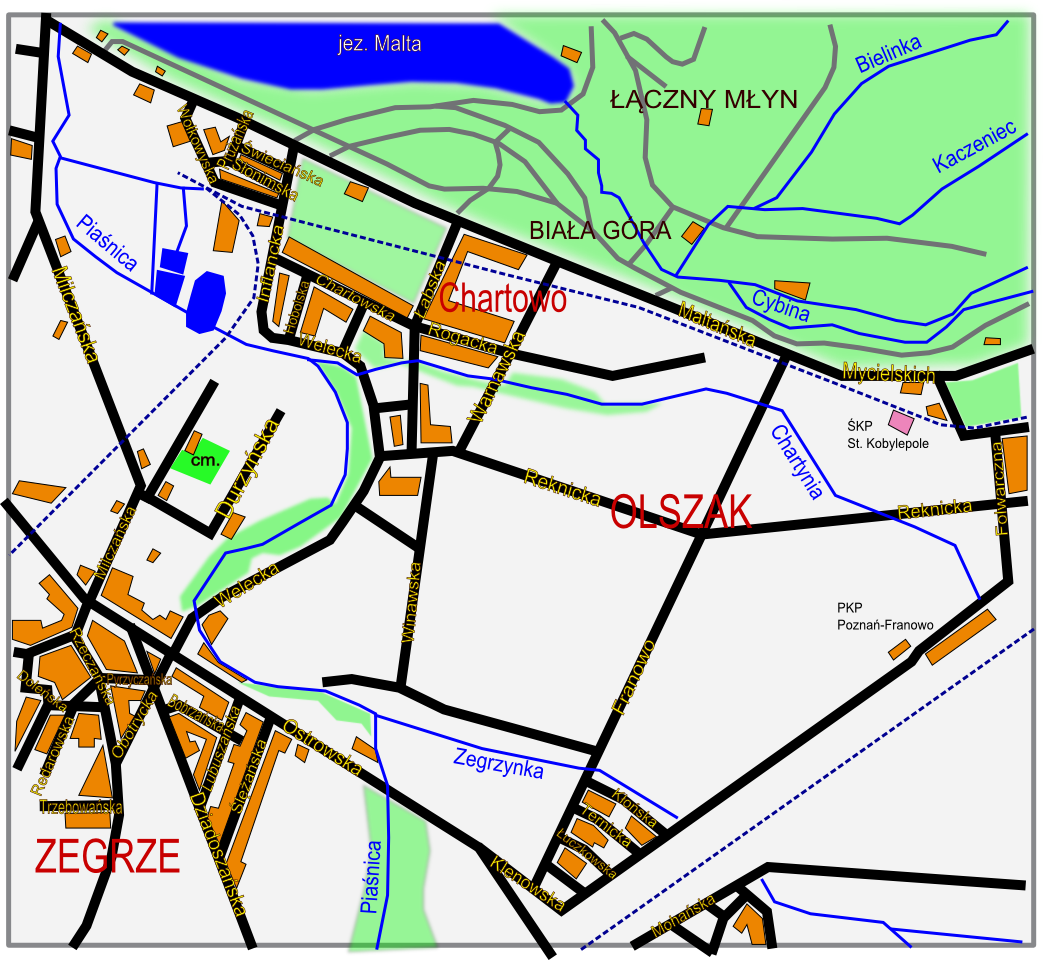
Piaśnica na mapie Poznania z 1948

Dolina Piaśnicy przechodzi przez Chartowo, przez punkty: źródło Pokrzywno, tyły Kinepolis, skrzyżowanie z Trasą Katowicką na wysokości zjazdu z ul. Szwedzkiej, ulica Kurlandzka przy Osiedlu Czecha, skrzyżowanie z Trasą Katowicką na wysokości stacji benzynowej przy ul. Bobrzańskiej, wzdłuż Osiedla Orła Białego aż do ul. Chartowo, skrzyżowanie z Trasą Katowicką na wysokości zjazdu z ul. Wiatracznej, wzdłuż ul. Chartowo i Osiedla Lecha, dawna pętla tramwajowa Osiedle Lecha, park między Osiedlami Lecha i Tysiąclecia, gdzie łączy się z Chartynią, Osiedle Tysiąclecia przy ul. Inflanckiej gdzie na granicy z Polanką, utworzone są stawy włączone do systemu tzw. kolektora piaśnickiego. Dawniej ciek uchodził do Cybiny w rejonie ulicy Katowickiej (obecnie Jezioro Maltańskie).
W pobliżu strugi (na odcinkach otwartym i skanalizowanym) znajduje się m.in. Kinepolis (Piaśnica przepływa na tyłach kompleksu), kościół Pierwszych Polskich Męczenników, dawna pętla tramwajowa Os. Lecha (obecnie trasa na Franowo) i ratajska linia tramwajowa.